# آنکات (مجله)
آنکات (انگلیسی: Uncut) یک مجلهٔ موسیقی است که هر ماه در لندن منتشر می‌شود. علاوه بر موسیقی، این مجله دربارهأ فیلم و کتاب هم می‌نویسد. در سال ۲۰۱۹ این مجله به مالکیت یک شرکت موسیقی سنگاپوری درآمد و از دسامبر ۲۰۲۱ توسط «شبکهٔ ان‌ام‌ئی» منتشر شد تا آنکه در اوت ۲۰۲۳ به شرکت «کِـلسی مدیا» فروخته شد.
آنکات در مه ۱۹۹۷ توسط «تی‌آی مدیا» به‌عنوان «مجله‌ای ماهانه با برای مردان ۲۵ تا ۴۵ ساله که بر موسیقی و فیلم تمرکز می‌کند» راه‌اندازی شد، و ویراستار آن آلن جونز (ویراستار سابق «ملودی مِـیکر») بود. بنا به گفتهٔ «تی‌آی مدیا» ۸۶٪ خوانندگان مجله مرد و میانگین سنی‌شان ۳۷ سال است.
تیراژ ماهانه این مجله از بیش از ۹۰٬۰۰۰ شماره در سال ۲۰۰۷، به ۴۷٬۸۹۰ در نیمه دوم سال ۲۰۱۵ کاهش یافت.